# Hippotion inquilinus
Hippotion inquilinus är en fjärilsart som beskrevs av Harr. 1781. Hippotion inquilinus ingår i släktet Hippotion och familjen svärmare. Inga underarter finns listade i Catalogue of Life.